# Lenore Jacobson
Leonore Jacobson era directora de una escuela de San Francisco (California) cuando, en 1963, comienza una correspondencia con Robert Rosenthal, psicólogo estadounidense que trabajaba entonces sobre el efecto Pigmalión, estudiado en psicología y en ciencias de la educación, en el marco de las investigaciones sobre las « profecías autocumplidas ».
Ella propone de efectuar un estudio al seno de su escuela, para poner de manifiesto el rol de este efecto en el aprendizaje escolar. Se ponen entonces de acuerdo, y realiza la experiencia de Rosenthal y Jacobson.
Publican sus resultados en Psychological Reports, 1966, v. 19. Este artículo condujo en 1968 a la redacción del libro Pygmalion a la escuela.

## Obra
- Pygmalion a la escuela, con R. Rosenthal, París, Casterman, 1971  (ISBN 2203202076).